# Ту-131
Зенитный управляемый самолёт-снаряд Ту-131 (также использовалось наименование самолёт «З» — «зенитный») — крылатая зенитная управляемая ракета/противоракета (самолёт-снаряд), разрабатывавшаяся ОКБ-156 А. Н. Туполева в 1959 г. Работы по самолёту-снаряду «131» не вышли из стадии первоначального проектирования.

## Техническое описание
Согласно подготовленному аванпроекту, Ту-131 представлял собой двухступенчатую ракетную систему, состоявшую из первой стартовой ступени, которая представляла собой твердотопливный ускоритель, и второй маршевой ступени, представлявшей собой сверхзвуковой самолёт-снаряд, разгонявшийся одним или двумя сверхзвуковым прямоточным воздушно-реактивным двигателем (СПВРД), которые проектировались в ОКБ-670 М. М. Бондарюка (там же велись работы по маршевому двигателю для аналогичного проекта — РМ-500 разрабатывавшегося ОКБ-155 А. И. Микояна). На первой ступени устанавливались три стабилизирующие поверхности большой площади. Маршевая ступень внешне напоминала уменьшенный в размерах самолёт «121». СПВРД крепился на пилоне под задней частью фюзеляжа. В случае использования двух ПВРД меньшей тяги, они крепились к фюзеляжу на двух угловых пилонах. Треугольное крыло имело угол стреловидности по передней кромке 60°, хвостовое оперение имело управляемые стабилизатор и киль. В носовой части фюзеляжа находилась головка самонаведения, за ней располагался отсек под боевой заряд, за которым располагались топливные баки и приборный отсек. Проект Ту-131 во многом соответствовал американскому беспилотному перехватчику «Бомарк» (в частности, имел одинаковую самолётную схему), принятому на вооружение в США в составе системы противовоздушной обороны Северной Америки в 1959 г., но при этом, Ту-131 имел меньшую массу и на треть меньшую дальность полёта.

## Элементы комплекса
В состав боевых и вспомогательных средств комплекса дальнего перехвата входили:
Средства управления и автоматизации
- Автоматизированная система управления

Боевые средства
- Самолёт-снаряд Ту-131

Транспортные средства
- Транспортная машина на шасси МАЗ-535 с ПУ

- Тяжёлый колёсный артиллерийский тягач МАЗ-535
- Пусковая установка прицепного типа

## Сравнительная характеристика
| Общие сведения и сравнительная тактико-техническая характеристика советских беспилотных перехватчиков Ту-131, РМ-500 и РЧ-500 комплекса дальнего перехвата С-500 и американских беспилотных перехватчиков BOMARC системы противовоздушной обороны IM-99/CIM-10 (с модификациями) | Общие сведения и сравнительная тактико-техническая характеристика советских беспилотных перехватчиков Ту-131, РМ-500 и РЧ-500 комплекса дальнего перехвата С-500 и американских беспилотных перехватчиков BOMARC системы противовоздушной обороны IM-99/CIM-10 (с модификациями) | Общие сведения и сравнительная тактико-техническая характеристика советских беспилотных перехватчиков Ту-131, РМ-500 и РЧ-500 комплекса дальнего перехвата С-500 и американских беспилотных перехватчиков BOMARC системы противовоздушной обороны IM-99/CIM-10 (с модификациями)                                | Общие сведения и сравнительная тактико-техническая характеристика советских беспилотных перехватчиков Ту-131, РМ-500 и РЧ-500 комплекса дальнего перехвата С-500 и американских беспилотных перехватчиков BOMARC системы противовоздушной обороны IM-99/CIM-10 (с модификациями)                                | Общие сведения и сравнительная тактико-техническая характеристика советских беспилотных перехватчиков Ту-131, РМ-500 и РЧ-500 комплекса дальнего перехвата С-500 и американских беспилотных перехватчиков BOMARC системы противовоздушной обороны IM-99/CIM-10 (с модификациями)                                | Общие сведения и сравнительная тактико-техническая характеристика советских беспилотных перехватчиков Ту-131, РМ-500 и РЧ-500 комплекса дальнего перехвата С-500 и американских беспилотных перехватчиков BOMARC системы противовоздушной обороны IM-99/CIM-10 (с модификациями)                                | Общие сведения и сравнительная тактико-техническая характеристика советских беспилотных перехватчиков Ту-131, РМ-500 и РЧ-500 комплекса дальнего перехвата С-500 и американских беспилотных перехватчиков BOMARC системы противовоздушной обороны IM-99/CIM-10 (с модификациями)                                | Общие сведения и сравнительная тактико-техническая характеристика советских беспилотных перехватчиков Ту-131, РМ-500 и РЧ-500 комплекса дальнего перехвата С-500 и американских беспилотных перехватчиков BOMARC системы противовоздушной обороны IM-99/CIM-10 (с модификациями)                                | Общие сведения и сравнительная тактико-техническая характеристика советских беспилотных перехватчиков Ту-131, РМ-500 и РЧ-500 комплекса дальнего перехвата С-500 и американских беспилотных перехватчиков BOMARC системы противовоздушной обороны IM-99/CIM-10 (с модификациями)                                | Общие сведения и сравнительная тактико-техническая характеристика советских беспилотных перехватчиков Ту-131, РМ-500 и РЧ-500 комплекса дальнего перехвата С-500 и американских беспилотных перехватчиков BOMARC системы противовоздушной обороны IM-99/CIM-10 (с модификациями)                                |
| Наименование перехватчика | Наименование перехватчика | РЧ-500 | РМ-500 | Ту-131 | XIM-99A Initial | YIM-99A Advanced | IM-99A | IM-99B | XIM-99B Super |
| Ответственное лицо | Ответственное лицо | главный конструктор | главный конструктор | главный конструктор | руководитель проекта или главный инженер | руководитель проекта или главный инженер | руководитель проекта или главный инженер | руководитель проекта или главный инженер | руководитель проекта или главный инженер |
| Ответственное лицо | Ответственное лицо | В. Н. Челомей | А. И. Микоян | А. Н. Туполев | Ф. Росс, Дж. Дрейк | Р. Удденберг | Р. Плат | Дж. Стоунер, Р. Хелберг | Э. Мокк, Х. Лонгфельдер |
| Головная организация (генподрядчик работ) | Головная организация (генподрядчик работ) | ОКБ-52 ГКАТ | ОКБ-155 ГКАТ | ОКБ-156 ГКАТ | Boeing Airplane Co. Aero-Space Division → Pilotless Aircraft Division | Boeing Airplane Co. Aero-Space Division → Pilotless Aircraft Division | Boeing Airplane Co. Aero-Space Division → Pilotless Aircraft Division | Boeing Airplane Co. Aero-Space Division → Pilotless Aircraft Division | Boeing Airplane Co. Aero-Space Division → Pilotless Aircraft Division |
| --- | --- | --- | --- | --- | --- | --- | --- | --- | --- |
| Задействованные структуры | маршевый двигатель | НИИ-125 ГКОТ | ОКБ-670 ГКАТ | ОКБ-670 ГКАТ | Marquardt Corp. | Marquardt Corp. | Marquardt Corp. | Marquardt Corp. | Marquardt Corp. |
| Задействованные структуры | вспомогательная силовая установка | не предусматривалась | не предусматривалась | не предусматривалась | не предусматривалась | не предусматривалась | не предусматривалась | Thompson Ramo Wooldridge Corp. | Thompson Ramo Wooldridge Corp. |
| Задействованные структуры | стартовый двигатель | | | | Aerojet-General Corp. | Aerojet-General Corp. | Aerojet-General Corp. | Thiokol Chemical Corp. | Thiokol Chemical Corp. |
| Задействованные структуры | аэродинамические элементы | ЦАГИ ГКАТ | ЦАГИ ГКАТ | ЦАГИ ГКАТ | Canadair Ltd. (оперение, крылья и элероны), Brunswick Corp. и Coors Porcelain Co. (обтекатели) | Canadair Ltd. (оперение, крылья и элероны), Brunswick Corp. и Coors Porcelain Co. (обтекатели) | Canadair Ltd. (оперение, крылья и элероны), Brunswick Corp. и Coors Porcelain Co. (обтекатели) | Canadair Ltd. (оперение, крылья и элероны), Brunswick Corp. и Coors Porcelain Co. (обтекатели) | Canadair Ltd. (оперение, крылья и элероны), Brunswick Corp. и Coors Porcelain Co. (обтекатели) |
| Задействованные структуры | головка самонаведения | НИИ-17 ГКАТ | НИИ-5 ГАУ МО | | Westinghouse Electric Corp. | Westinghouse Electric Corp. | Westinghouse Electric Corp. | Westinghouse Electric Corp. | Westinghouse Electric Corp. |
| Задействованные структуры | бортовое механическое и электрооборудование | СКБ-41 ГКРЭ | НИИ-5 ГАУ МО | IBM Computers Co., Bendix Aviation Corp. | IBM Computers Co., Bendix Aviation Corp. | IBM Computers Co., Bendix Aviation Corp. | IBM Computers Co., Bendix Aviation Corp. | IBM Computers Co., Bendix Aviation Corp. | |
| Задействованные структуры | бортовое механическое и электрооборудование | СКБ-41 ГКРЭ | НИИ-5 ГАУ МО | Willow Run Research Center, General Electric Corp. | Willow Run Research Center, General Electric Corp. | Motorola Inc., General Precision Corp. | Motorola Inc., General Precision Corp. | Motorola Inc., General Precision Corp. | |
| Задействованные структуры | бортовое механическое и электрооборудование | СКБ-41 ГКРЭ | НИИ-5 ГАУ МО | Willow Run Research Center, General Electric Corp. | Willow Run Research Center, General Electric Corp. | Lear, Inc. | Kearfott Corp., Hamilton Watch Co. | Kearfott Corp., Hamilton Watch Co. | |
| Задействованные структуры | наземное оборудование и сопряжённые работы | КБ-1 ГКРЭ | КБ-1 ГКРЭ | КБ-1 ГКРЭ | Food Machinery and Chemical Corp. (пусковая установка, подъёмное устройство и гидравлика), IT&T Federal Laboratories, Inc. (контрольно-проверочное оборудование для эксплуатационного и технического обслуживания, электрическая цепь запуска)                                                                  | Food Machinery and Chemical Corp. (пусковая установка, подъёмное устройство и гидравлика), IT&T Federal Laboratories, Inc. (контрольно-проверочное оборудование для эксплуатационного и технического обслуживания, электрическая цепь запуска)                                                                  | Food Machinery and Chemical Corp. (пусковая установка, подъёмное устройство и гидравлика), IT&T Federal Laboratories, Inc. (контрольно-проверочное оборудование для эксплуатационного и технического обслуживания, электрическая цепь запуска)                                                                  | Food Machinery and Chemical Corp. (пусковая установка, подъёмное устройство и гидравлика), IT&T Federal Laboratories, Inc. (контрольно-проверочное оборудование для эксплуатационного и технического обслуживания, электрическая цепь запуска)                                                                  | Food Machinery and Chemical Corp. (пусковая установка, подъёмное устройство и гидравлика), IT&T Federal Laboratories, Inc. (контрольно-проверочное оборудование для эксплуатационного и технического обслуживания, электрическая цепь запуска)                                                                  |
| Задействованные структуры | другие | НИИ-1 ГКАТ | н/д | н/д | + несколько сотен малых предприятий — субподрядчиков в США и Канаде | + несколько сотен малых предприятий — субподрядчиков в США и Канаде | + несколько сотен малых предприятий — субподрядчиков в США и Канаде | + несколько сотен малых предприятий — субподрядчиков в США и Канаде | + несколько сотен малых предприятий — субподрядчиков в США и Канаде |
| Вид вооружённых сил или род войск — эксплуатант (фактический или потенциальный) | Вид вооружённых сил или род войск — эксплуатант (фактический или потенциальный) | Войска ПВО СССР | Войска ПВО СССР | Войска ПВО СССР | Военно-воздушные силы США, Королевские военно-воздушные силы Канады (Военно-воздушные силы Швеции отказались от участия в проекте) | Военно-воздушные силы США, Королевские военно-воздушные силы Канады (Военно-воздушные силы Швеции отказались от участия в проекте) | Военно-воздушные силы США, Королевские военно-воздушные силы Канады (Военно-воздушные силы Швеции отказались от участия в проекте) | Военно-воздушные силы США, Королевские военно-воздушные силы Канады (Военно-воздушные силы Швеции отказались от участия в проекте) | Военно-воздушные силы США, Королевские военно-воздушные силы Канады (Военно-воздушные силы Швеции отказались от участия в проекте) |
| Год начала разработки | Год начала разработки | 1959 | 1958 | 1959 | 1949 | 1950 | 1951 | 1955 | 1957 |
| Год постановки на боевое дежурство | Год постановки на боевое дежурство | не ставились | не ставились | не ставились | не ставились | не ставились | 1959 | 1961 | не ставились |
| Год снятия с боевого дежурства | Год снятия с боевого дежурства | не ставились | не ставились | не ставились | не ставились | не ставились | 1964 | 1972 | не ставились |
| Всего выпущено, ед. | Всего выпущено, ед. | — | — | — | 49 | 45 | 269 | 301 | 130 |
| Неполный цикл стрельбы (заявленный разработчиком), с | Неполный цикл стрельбы (заявленный разработчиком), с | — | — | — | н/д | 120 | 120 | 30 | 30 |
| Стартовый двигатель | тип двигателя | твердотопливный | твердотопливный | твердотопливный | жидкостный | жидкостный | жидкостный | твердотопливный | твердотопливный |
| Стартовый двигатель | количество и модификации | 2 × ТРУ | 2 × ТРУ | 1 × ТРУ | 1 × Aerojet XLR59-AJ-5 | 1 × Aerojet XLR59-AJ-5 | 1 × Aerojet LR59-AJ-13 | 1 × Thiokol XM51 | 1 × Thiokol XM51 |
| Маршевый двигатель | тип двигателя | Сверхзвуковой прямоточный воздушно-реактивный двигатель | Сверхзвуковой прямоточный воздушно-реактивный двигатель | Сверхзвуковой прямоточный воздушно-реактивный двигатель | Сверхзвуковой прямоточный воздушно-реактивный двигатель | Сверхзвуковой прямоточный воздушно-реактивный двигатель | Сверхзвуковой прямоточный воздушно-реактивный двигатель | Сверхзвуковой прямоточный воздушно-реактивный двигатель | Сверхзвуковой прямоточный воздушно-реактивный двигатель |
| Маршевый двигатель | количество и модификации | 1 × ПРД | 1 × РД-085 | 1 или 2 × ПВРД | 2 × Marquardt XRJ43 | 2 × Marquardt XRJ43-MA-3 | 2 × Marquardt RJ43-MA-3 | 2 × Marquardt RJ43-MA-7 или RJ43-MA-11 | 2 × Marquardt RJ57 или RJ59 |
| Маршевый двигатель | используемое топливо | порох | авиатопливо Т-5 (на основе керосина) | н/д | ракетное топливо JP-3 (на основе керосина) | ракетное топливо JP-4 (на основе керосина) | бензин 80-октановый | ракетное топливо JP-4 (на основе керосина) | н/д |
| Параметры маршевого двигателя | длина, мм | н/д | 4300 | 7000 | | 4191 | 3683 | н/д | н/д |
| Параметры маршевого двигателя | диаметр камеры сгорания, мм | н/д | 850 | н/д | 711 | 716 | 610 | н/д | н/д |
| Тяга стартового двигателя, кгс | Тяга стартового двигателя, кгс | 15880 | 15880 | н/д | н/д | 15876 | 15876 | 22680 | 22680 |
| Тяга маршевого двигателя, кгс | Тяга маршевого двигателя, кгс | н/д | 10430 | н/д | н/д | 785 × 2 (1570) 5443 × 2 (10886) | 5216 × 2 (10432) | 5443 × 2 (10886) | н/д |
| Длина полная, мм | Длина полная, мм | н/д | 11772,9 | 9600 | 10668 | 12557,76 | 14274,8 | 13741,4 | 14249,4 |
| Высота полная, мм | Высота полная, мм | н/д | 2727,6 | н/д | | 3139,44 | 3149,6 | 3149,6 | 3124,2 |
| Размах крыла, мм | Размах крыла, мм | н/д | 6606,8 | 2410 | 4267,2 | 5516,88 | 5537,2 | 5537,2 | 5537,2 |
| Размах горизонтального оперения, мм | Размах горизонтального оперения, мм | н/д | 3919 | н/д | н/д | н/д | 3200 | 3200 | 3204 |
| Диаметр фюзеляжа, мм | Диаметр фюзеляжа, мм | н/д | 947,2 | н/д | 889 | 914,4 | 889 | 889 | 889 |
| Дальность перехвата, км | Дальность перехвата, км | 500—600 | 800—1000 | 300—350 | 231 | 463 | 418 | 708 | 764 |
| Высоты перехвата, км | Высоты перехвата, км | 35—40 | 25—35 | 30 | 18 | 18 | 18 | 30 | 21 |
| Практический потолок, км | Практический потолок, км | — | — | — | 18,3 | 18,3 | 19,8 | 30,5 | 21,3 |
| Маршевая скорость, М | Маршевая скорость, М | 2,8 | 4,3 | 3,48 | 2,1 | 2,5 | 2—3,5 | 2—3,95 | 3,9—4 |
| Располагаемая перегрузка, g | Располагаемая перегрузка, g | ±5 | н/д | н/д | н/д | н/д | ±7 | н/д | н/д |
| Масса взлётная, кг | Масса взлётная, кг | 7000—8000 | 7000—8000 | 2960 | 5556 | 5443 | 7085 | 7272 | 6804 |
| Масса маршевого двигателя, кг | Масса маршевого двигателя, кг | н/д | 740 | 1460 | н/д | 206 × 2 (412) | 229 × 2 (458) | н/д | н/д |
| Время полёта, мин | Время полёта, мин | н/д | до 20 | н/д | н/д | до 5,5 | до 10,5 | н/д | н/д |
| Тип, масса и мощность боевой части, кт | Тип, масса и мощность боевой части, кт | обычная или ядерная | обычная или ядерная | обычная или ядерная (190 кг) | обычная или ядерная (136 кг) | обычная или ядерная (136 кг) | обычная (151 кг / 0,454 кт, не использовалась) или ядерная, изменяемой мощности W-40 (160 кг / 7—10 кт) | обычная (151 кг / 0,454 кт, не использовалась) или ядерная, изменяемой мощности W-40 (160 кг / 7—10 кт) | обычная (до 907 кг) или ядерная W-40 (160 кг / 7—10 кт) |
| Система управления комплексом | стратегическое звено | АСУ «Воздух-1» | АСУ «Воздух-1» | АСУ «Воздух-1» | АСУ Semi-Automatic Ground Environment (SAGE) | АСУ Semi-Automatic Ground Environment (SAGE) | АСУ Semi-Automatic Ground Environment (SAGE) | АСУ Semi-Automatic Ground Environment (SAGE) | АСУ Semi-Automatic Ground Environment (SAGE) |
| Система управления комплексом | стратегическое звено | АСУ «Воздух-1» | АСУ «Воздух-1» | АСУ «Воздух-1» | АСУ IBM AN/FSQ-7 и/или | | | | |
| Система управления комплексом | оперативно-тактическое звено | АСУ «Луч-1» | АСУ «Луч-1» | АСУ «Луч-1» | | | | | |
| Система управления комплексом | оперативно-тактическое звено | АСУ «Луч-1» | АСУ «Луч-1» | АСУ «Луч-1» | АСУ Westinghouse AN/GPA-35 (одновременное сопровождение до двух перехватчиков) | | | | |
| Система наведения перехватчика | начальный участок | полёт по заданной траектории (на автопилоте) | полёт по заданной траектории (на автопилоте) | полёт по заданной траектории (на автопилоте) | полёт по заданной траектории (на автопилоте) | полёт по заданной траектории (на автопилоте) | полёт по заданной траектории (на автопилоте) | полёт по заданной траектории (на автопилоте) | полёт по заданной траектории (на автопилоте) |
| Система наведения перехватчика | маршевый участок | комбинированная (наземные автоматизированные системы управления + бортовая аппаратура управления) | комбинированная (наземные автоматизированные системы управления + бортовая аппаратура управления) | комбинированная (наземные автоматизированные системы управления + бортовая аппаратура управления) | комбинированная (наземные автоматизированные системы управления + бортовая аппаратура управления) | комбинированная (наземные автоматизированные системы управления + бортовая аппаратура управления) | комбинированная (наземные автоматизированные системы управления + бортовая аппаратура управления) | комбинированная (наземные автоматизированные системы управления + бортовая аппаратура управления) | комбинированная (наземные автоматизированные системы управления + бортовая аппаратура управления) |
| Система наведения перехватчика | конечный участок траектории | радиокомандная КРУ «Лазурь-М» с АЦВК «Каскад» и СПК «Радуга» или с помощью бортовой навигационной аппаратуры (радиолокационного самонаведения) РЛГСН «Зенит» | радиокомандная КРУ «Лазурь-М» с АЦВК «Каскад» и СПК «Радуга» или с помощью бортовой навигационной аппаратуры (радиолокационного самонаведения) РЛГСН «Зенит» | радиокомандная КРУ «Лазурь-М» с АЦВК «Каскад» и СПК «Радуга» или с помощью бортовой навигационной аппаратуры (радиолокационного самонаведения) РЛГСН «Зенит» | радиокомандная Bendix AN/FPS-3 и активная радиолокационная Westinghouse AN/APQ-41 | радиокомандная Bendix AN/FPS-3 и активная радиолокационная Westinghouse AN/APQ-41 | радиокомандная Bendix AN/FPS-3 или General Electric AN/CPS-6B активная импульсная радиолокационная Westinghouse AN/DPN-34 | радиокомандная Bendix AN/FPS-20 и инерциальная (активная радиолокационная) Westinghouse AN/DPN-53 | радиокомандная Bendix AN/FPS-20 и активная радиолокационная Westinghouse AN/APQ-41 |
| Система наведения перехватчика | конечный участок траектории | радиолокационная с непрерывным излучением или импульсная | н/д | радиолокационная | радиокомандная Bendix AN/FPS-3 и активная радиолокационная Westinghouse AN/APQ-41 | радиокомандная Bendix AN/FPS-3 и активная радиолокационная Westinghouse AN/APQ-41 | радиокомандная Bendix AN/FPS-3 или General Electric AN/CPS-6B активная импульсная радиолокационная Westinghouse AN/DPN-34 | радиокомандная Bendix AN/FPS-20 и инерциальная (активная радиолокационная) Westinghouse AN/DPN-53 | радиокомандная Bendix AN/FPS-20 и активная радиолокационная Westinghouse AN/APQ-41 |
| Поражаемые цели (заявленные разработчиком) | скоростной режим | сверхзвуковые | сверхзвуковые | сверхзвуковые | дозвуковые | дозвуковые | дозвуковые | сверхзвуковые | сверхзвуковые |
| Поражаемые цели (заявленные разработчиком) | вид, тип и класс | аэродинамические и баллистические цели: пилотируемые летательные аппараты (любой конфигурации), управляемые ракеты воздушного базирования, крылатые ракеты наземного базирования, баллистические ракеты малой дальности, межконтинентальные баллистические ракеты на встречных и встречно-пересекающихся курсах | аэродинамические и баллистические цели: пилотируемые летательные аппараты (любой конфигурации), управляемые ракеты воздушного базирования, крылатые ракеты наземного базирования, баллистические ракеты малой дальности, межконтинентальные баллистические ракеты на встречных и встречно-пересекающихся курсах | аэродинамические и баллистические цели: пилотируемые летательные аппараты (любой конфигурации), управляемые ракеты воздушного базирования, крылатые ракеты наземного базирования, баллистические ракеты малой дальности, межконтинентальные баллистические ракеты на встречных и встречно-пересекающихся курсах | аэродинамические и баллистические цели: пилотируемые летательные аппараты (любой конфигурации), управляемые ракеты воздушного базирования, крылатые ракеты наземного базирования, баллистические ракеты малой дальности, межконтинентальные баллистические ракеты на встречных и встречно-пересекающихся курсах | аэродинамические и баллистические цели: пилотируемые летательные аппараты (любой конфигурации), управляемые ракеты воздушного базирования, крылатые ракеты наземного базирования, баллистические ракеты малой дальности, межконтинентальные баллистические ракеты на встречных и встречно-пересекающихся курсах | аэродинамические и баллистические цели: пилотируемые летательные аппараты (любой конфигурации), управляемые ракеты воздушного базирования, крылатые ракеты наземного базирования, баллистические ракеты малой дальности, межконтинентальные баллистические ракеты на встречных и встречно-пересекающихся курсах | аэродинамические и баллистические цели: пилотируемые летательные аппараты (любой конфигурации), управляемые ракеты воздушного базирования, крылатые ракеты наземного базирования, баллистические ракеты малой дальности, межконтинентальные баллистические ракеты на встречных и встречно-пересекающихся курсах | аэродинамические и баллистические цели: пилотируемые летательные аппараты (любой конфигурации), управляемые ракеты воздушного базирования, крылатые ракеты наземного базирования, баллистические ракеты малой дальности, межконтинентальные баллистические ракеты на встречных и встречно-пересекающихся курсах |
| Категория мобильности | Категория мобильности | стационарный | стационарный | стационарный | стационарный, шахтного базирования (режим хранения — в горизонтальном положении), вертикального наземного запуска | стационарный, шахтного базирования (режим хранения — в горизонтальном положении), вертикального наземного запуска | стационарный, шахтного базирования (режим хранения — в горизонтальном положении), вертикального наземного запуска | стационарный, шахтного базирования (режим хранения — в горизонтальном положении), вертикального наземного запуска | стационарный, шахтного базирования (режим хранения — в горизонтальном положении), вертикального наземного запуска |
| Категория мобильности | Категория мобильности | стационарный | самоходный | | стационарный, шахтного базирования (режим хранения — в горизонтальном положении), вертикального наземного запуска | стационарный, шахтного базирования (режим хранения — в горизонтальном положении), вертикального наземного запуска | стационарный, шахтного базирования (режим хранения — в горизонтальном положении), вертикального наземного запуска | стационарный, шахтного базирования (режим хранения — в горизонтальном положении), вертикального наземного запуска | стационарный, шахтного базирования (режим хранения — в горизонтальном положении), вертикального наземного запуска |
| Стоимость одного серийного боеприпаса, млн $ в ценах 1958 года | Стоимость одного серийного боеприпаса, млн $ в ценах 1958 года | серийно не изготавливались | серийно не изготавливались | серийно не изготавливались | 6,930 | 3,297 | 0,9125 | 1,812 | 4,8 |
| Источники информации - Ерохин Е. И. История издания беспилотного высотного перехватчика Р-500. - Поляченко В. А. На море и в космосе: Воспоминания. — СПб.: Морсар АВ, 2008. — С. 54—60. — 224 с. — ISBN 5-93599-001-8. - Ригмант В. Г. Под знаками «АНТ» и «Ту» // Авиация и космонавтика. — 1999. — № 10 (51) — С. 44. — ISSN 0373-9821. - XF-99 BOMARC Standard Missile Characteristics (англ.). — Washington, D.C.: Office of the Secretary of the U.S. Air Force, 23 February 1954. — P. 3—4. — 4 p. - Hanson, C. M. Chacacteristics of Tactical, Strategic and Research Missiles: BOMARC Model IM-99 (англ.). — San Diego, Calif.: Convair, 2 November 1957. — P. 15. - IM-99A BOMARC Standard Missile Characteristics (англ.). — Washington, D.C.: Office of the Secretary of the U.S. Air Force, 8 May 1958. — P. 2—8 — 10 p. - Convair Pomona Report TM 339-42-2 (англ.). — San Diego, Calif.: Convair, 7 August 1959. — P. 1—5. — 2 p. - BOMARC’s Role in Air Defense. / Department of Defense Appropriations for 1959 : Hearings, 86th Congress, 2nd Session (англ.). — Washington : U.S. Government Printing Office, 1958. — P. 341—350. - Status of BOMARC Program. / Department of Defense Appropriations for 1961 : Hearings, 86th Congress, 2nd Session (англ.). — Washington : U.S. Government Printing Office, 1960. — Vol.11 — P. 341—346. - The DOD fiscal year 1959 funds released on December 15, 1958, for BOMARC missiles. / Department of Defense Appropriations for 1961 : Hearings, 86th Congress, 2nd Session (англ.). — Washington : U.S. Government Printing Office, 1960. — Vol.17 — P. 263. - IM-99 Weapon System (англ.). — Washington, D.C. : Department of the Air Force, Directorate of Readiness and Materiel Inspection, 1958. — 23 p. - Military Construction Authorization, Fiscal Year 1960 : Hearings, 86th Congress, 1st Session (англ.). — Washington, D.C. : U.S. Government Printing Office, 1960. — P. 26—42, 316—325. - Army, Navy, Air Force Journal : spokesman of the services. — Washington, D.C.: Army and Navy Journal, Inc. — Vol. 99. ADC Has “Impressive Resources” For Aerospace Defense (англ.). // 21 October 1961. — P. 1, 4. Bomarc B Installed At Langley AFB (англ.). // 28 October 1961. — P. 20. AF’s “Tiddle” Process Automates Intecepts For Fighter Aircraft (англ.). // 25 November 1961 — P. 9. Air Force Defense Missile Wing Tells Possible Change In Bomarc System (англ.). // 2 December 1961. — P. 26. - Bomarc Program. / Pyramiding of Profits and Costs in the Missile Procurement Program : Hearings, 87th Congress, 2nd Session (англ.). — Washington, D.C. : U.S. Government Printing Office, 1962. — Vol. 10 — Pt. 4.(Bomarc Program) — P. 631—937. - Baar, James ; Howard, William E. Spacecraft and Missiles of the World, 1962 (англ.). — N.Y.: Harcourt, Brace & World, 1962. — P. 94. — 117 p. - Jacobs, Horace ; Whitney, Eunice Engelke. Missile and Space Projects Guide 1962 (англ.). — N.Y.: Springer, 1962. — P. 32. — 235 p. - Astrolog—A Status Report on All U. S. Missiles, Satellites, Spacecraft and Space Vehicles (англ.). // Missiles and rockets : The weekly of space engineering. — Washington, D.C.: American Aviation Publications, Inc., September 2, 1963. — Vol. 13 — № 10. — P. 21. - BOMARC A Fact Sheet. | | | | | | | | | |